# Megalocranchia fisheri
Megalocranchia fisheri is een inktvissensoort uit de familie van de Cranchiidae.